# Boxitracio
El Boxitracio es un animal ficticio y personaje de dibujos animados creado por el artista hispano-argentino Manuel García Ferré que formó parte de la serie de televisión Hijitus (1967-1974).

## Características
Su origen posiblemente esté emparentado con el hecho que es un canguro y a los canguros les encanta boxear, de allí lo de «Boxi». Su característico sonido era «tere que tetere que te, ua ua ua».
El Boxitracio hizo su primera aparición en el episodio homónimo de la serie de Hijitus, «El Boxitracio». Nació de un huevo que Super Hijitus encontró en un barco abandonado, junto con un pergamino que tenía un mensaje que decía:
Este es el último ejemplar de la extinguida especie de los Boxitracios. Quien encuentre este huevo tiene la obligación de cuidar que la especie no se extinga.
Cuando Hijitus fue a ver al Director del Museo, las enciclopedias dicen que tiene que incubar el huevo en las arenas radioactivas de la Isla del Sol durante una semana. Cuando se cumple esa semana, Hijitus conoce al Boxitracio, al que le llama «Boxi», y aprende a pelear y defenderse cuando Hijitus golpee un gong. Así, el Boxitracio se las arregla para escarmentar al Profesor Neurus y a los Bandiditus, que anteriormente querían robar el huevo. Finalmente es vendido al zoológico de Trulalá (donde antes estaba Larguirucho disfrazado del Boxitracio) después de que Neurus lo raptara para llevarlo al extranjero.
En otro episodio, «Peligro en el volcán», el Boxitracio se enferma y emprendió una travesía para poder beber las aguas termales del Volcán Apagado, el cual, por culpa de Larguirucho (que simuló que había erupcionado tirando fuegos artificiales desde la cima del volcán), entró realmente en erupción. Él se encargó también de cuidar a los habitantes del pueblo, que fue salvado por Super Hijitus antes de que sea ferozmente arrasado por la lava. También luchó contra Kechum, el primo de Pucho, en «Kechum vs. Boxitracio». Finalmente, se fue del zoológico a su isla natal para luchar (junto con los demás miembros de su especie) en la guerra contra los Aguilotros, que vivían anteriormente en la Isla del Sol y se fueron debido a una erupción volcánica, después los Boxitracios la colonizaron y creyendo que eran intrusos los Aguilotros declararon guerra.

## Personajes con los que suele interactuar
- Hijitus
- Pichichus
- Comisario
- Larguirucho
- Director del zoológico
- Luciana
- Mariano